# Chris Carpenter (Baseballspieler, 1985)
Christopher John „Chris“ Carpenter (geboren am 26. Dezember 1985 in Bryan, Ohio) ist ein ehemaliger US-amerikanischer Baseballspieler in der Major League Baseball (MLB) auf der Position des Pitchers, der für die Chicago Cubs, Boston Red Sox und in der Nippon Professional Baseball (NPB) für die Tōkyō Yakult Swallows auflief.

## Werdegang
Carpenter besuchte die High School in seinem Geburtsort Bryan, Ohio und anschließend die Kent State University in Kent, Ohio. 2008 wurde er zum Pitcher des Jahres der Mid-American Conference ausgezeichnet. Carpenter wurde 2008 in der dritten des MLB Drafts von den Chicago Cubs ausgewählt. Nach drei Jahren in den Minor-League-Teams des Franchises gab Carpenter im Alter von 25 Jahren am 14. Juni 2011 sein Debüt in der MLB gegen die Milwaukee Brewers. Das Spiel gewannen die Cubs mit 5 zu 4.
Am 21. Februar 2012 wechselte Carpenter zu den Boston Red Sox. Dort verbrachte er sein letztes Jahr in der MLB und lief das letzte Mal am 3. Oktober 2012 gegen die New York Yankees auf. Das Spiel verloren die Red Sox mit 2 zu 14. Seine Statistiken in der MLB belaufen sich auf ein Win, zehn Strikeouts und einer Earned Run Average von 5.17 in 15 2⁄3 gepitchten Innings.
2014 lief Carpenter ein Jahr für Tōkyō Yakult Swallows in der Nippon Professional Baseball (NPB) in Japan auf.